# 북극 항해로

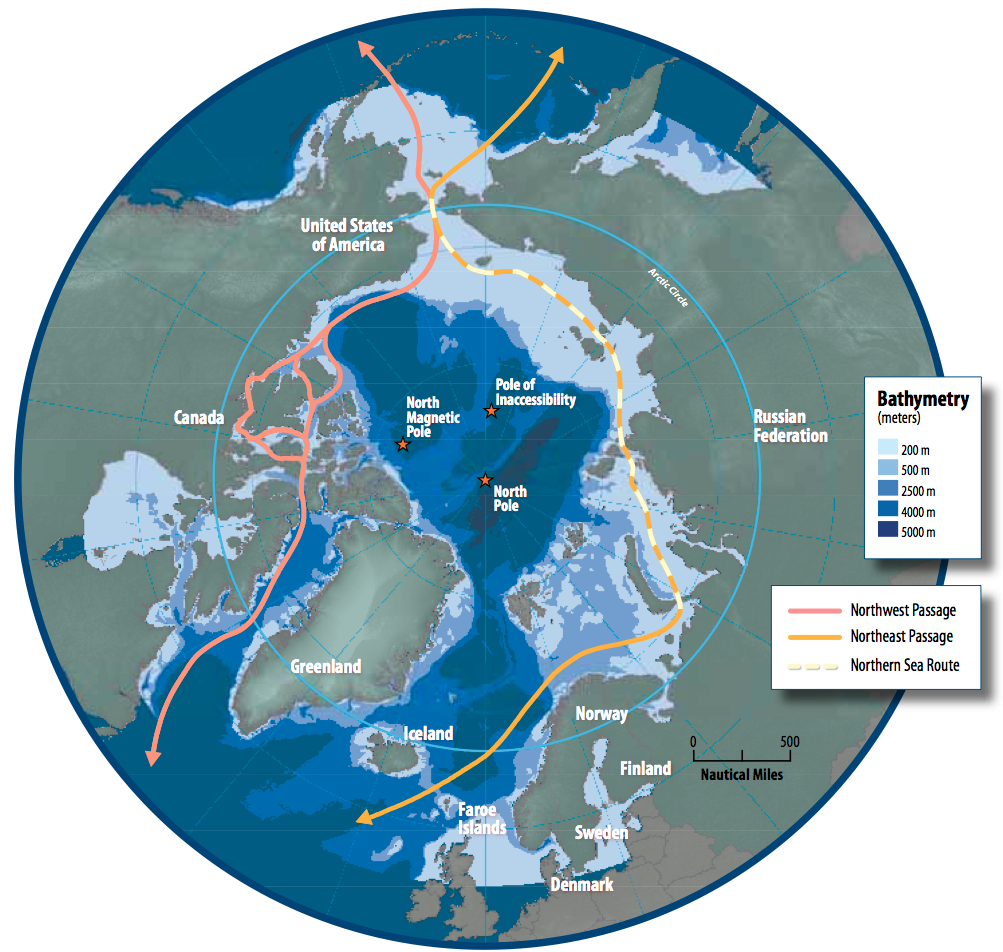

북극 항해로(北極航海路, 영어: Actic shipping Routes)는 북동항로와 북서항로, 그리고 북극 얼음이 모두 녹으면 생길 북극횡단항로를 총칭하는 말이다.